# Pueblo budu
El pueblo budu (Babudu) es un pueblo bantú que vive en el Territorio Wamba en la provincia Oriental de la República Democrática del Congo. Hablan la lengua budu y otros dialectos.

## Ubicación
El pueblo budu vive a ambos lados del río Nepoko y habla diferentes dialectos. Sin embargo, la gente de las zonas de Ibambi y de Wamba se consideran un solo pueblo.  El territorio budu se encuentra dentro de la selva tropical y está aislado, con carreteras inaccesibles para vehículos que no sean bicicletas o motocicletas.

## Economía
El pueblo budu vive principalmente de la agricultura de subsistencia, cultivo de yuca, ñame, maíz, arroz, maní, plátano macho y legumbres. El aceite de palma es el principal cultivo comercial, con un ingreso per cápita de alrededor de 120 $ al año. La cría de animales es rara, limitada a aves de corral y algunas cabras. Obtienen carne y otros recursos forestales a través del comercio con el pueblo mbuti (Pigmeos), que comparten su idioma.  Los nativos usan taparrabos hechos de corteza batida o ropa occidental de segunda mano. Viven en chozas cuadradas con paredes de barro, techadas con hojas de palma.

## Cultura
La organización familiar es patriarcal. Las decisiones importantes se toman por consenso de los ancianos. Tanto la iglesia católica como, más tarde WEC International (Worldwide Evangelisation for Christ), han estado activos con el Budu. Charles Studd, fundador de WEC, murió en territorio Budu y está enterrado en Ibambi.